# Gmina Papowo Biskupie
Die Gmina Papowo Biskupie ist eine Landgemeinde im Powiat Chełmiński der Woiwodschaft Kujawien-Pommern in Polen. Ihr Sitz ist das gleichnamige Dorf (deutsch Bischöflich Papau) mit etwa 750 Einwohnern.

## Geographie
Die Gemeinde liegt 25 Kilometer nördlich von Toruń. Ihr Hauptort liegt am Ostufer des Jezioro Papowskie; die Weichsel ist zehn Kilometer entfernt. Das Gemeindegebiet hat eine Fläche von 70,44 km², davon werden 91 % land- und 1 % forstwirtschaftlich genutzt.

## Geschichte
Von 1975 bis 1998 gehörte die Gemeinde zur Woiwodschaft Toruń.

## Gliederung
Zur Landgemeinde (gmina wiejska) Papowo Biskupie gehören acht Dörfer (deutsche  Namen bis 1945) mit Schulzenämtern und weitere kleinere Ortschaften:
| - Dubielno (Dübeln) - Firlus (Firlus) - Folgowo-Staw (Hilbrandsdorf und Stäben (1942–1945)) | - Jeleniec (Gelens) - Niemczyk (Niemczyk) - Papowo Biskupie (Bischöflich Papau, 1942–1945 Kulmischpfaffendorf) | - Zegartowice (Segartowitz) - Żygląd (Zeigland) |

Die Orte Falęcin (Falenczyn, 1866–1945 Dietrichsdorf), Kucborek, Nowy Dwór Królewski (Königlich Neuhof), Storlus (Storlus) und Wrocławki (Wrotzlawken) sind jeweils Schulzenämtern angegliedert.